# Los secuestrados de Altona
Los secuestrados de Altona es el título de una obra de teatro del escritor Jean Paul Sartre. Fue publicada en 1959.

## Argumento
La familia Gerlach (el hijo, Werner, y su esposa, Johanna, y la hija, Leni) son citados por el Padre para anunciarles su muerte y someterles a un juramento. Sartre va desvelando poco a poco los horrores de la guerra a través de esta familia de colaboracionistas con el régimen nazi (aparecen varios monstruos: la tortura, el genocidio...)
La intención de Sartre es suscitar un paralelismo con la entonces situación de la colonia francesa de Argelia.
En esta obra se parte de los presupuestos de El ser y la nada: cosificación del Otro a través de la violencia; hasta la aparición de un proyecto común sobre la base de la necesidad, cercano a "Crítica de la Razón Dialéctica".

## Representaciones destacadas
- Théâtre de la Renaissance, París, 23 de septiembre de 1959.
  - Dirección: François Darbon
  - Intérpretes: Marie-Olivier, Évelyne Rey, Robert Moncade, Fernand Ledoux, Serge Reggiani, William Wissmer, Catherine Leccia.

- Vivian Beaumont Theatre, Broadway, Nueva York, 3 de febrero de 1966. 
  - Dirección: Herbert Blau
  - Intérpretes:  Priscilla Pointer, George Coulouris, Carolyn Coates, James Dukas, Robert Haswell, Tom Rosqui, Edward Winter, Louis Zorich.

- Teatro Beatriz, Madrid, 3 de marzo de 1972. Estreno en España.
  - Dirección: José María Morera.
  - Adaptación: Alfonso Sastre.
  - Escenografía: Francisco Nieva.
  - Intérpretes: Encarna Paso, Gemma Cuervo, Fernando Guillén, Tomás Blanco, José Luis Argüello.

## Versión fílmica
- Los secuestrados de Altona (I sequestrati di Altona), coproducción ítalo-francesa producida por Carlo Ponti, estrenada el 30 de octubre de 1962.
  - Dirección: Vittorio de Sica.
  - Guion: Cesare Zavattini y Abby Mann.
  - Música: Dmitri Shostakóvich.
  - Intérpretes: Sophia Loren, Maximilian Schell, Fredric March, Robert Wagner y Françoise Prévost.